# Johan Magnus Lundahl
Johannes Magnus Lundahl (i riksdagen kallad Lundahl i Krackgården Stenstorp), född 27 april 1816 i Byarums församling, Jönköpings län, död 28 december 1896 i Stenstorps församling, Skaraborgs län, var en svensk lantbrukare och politiker. Han företrädde bondeståndet i Kåkinds och Gudhems härader vid ståndsriksdagen 1865–1866.